# Stary Garbów (stacja kolejowa)
Stary Garbów – stacja kolejowa w Starym Garbowie, w województwie świętokrzyskim, w Polsce.